# Traité de Cracovie

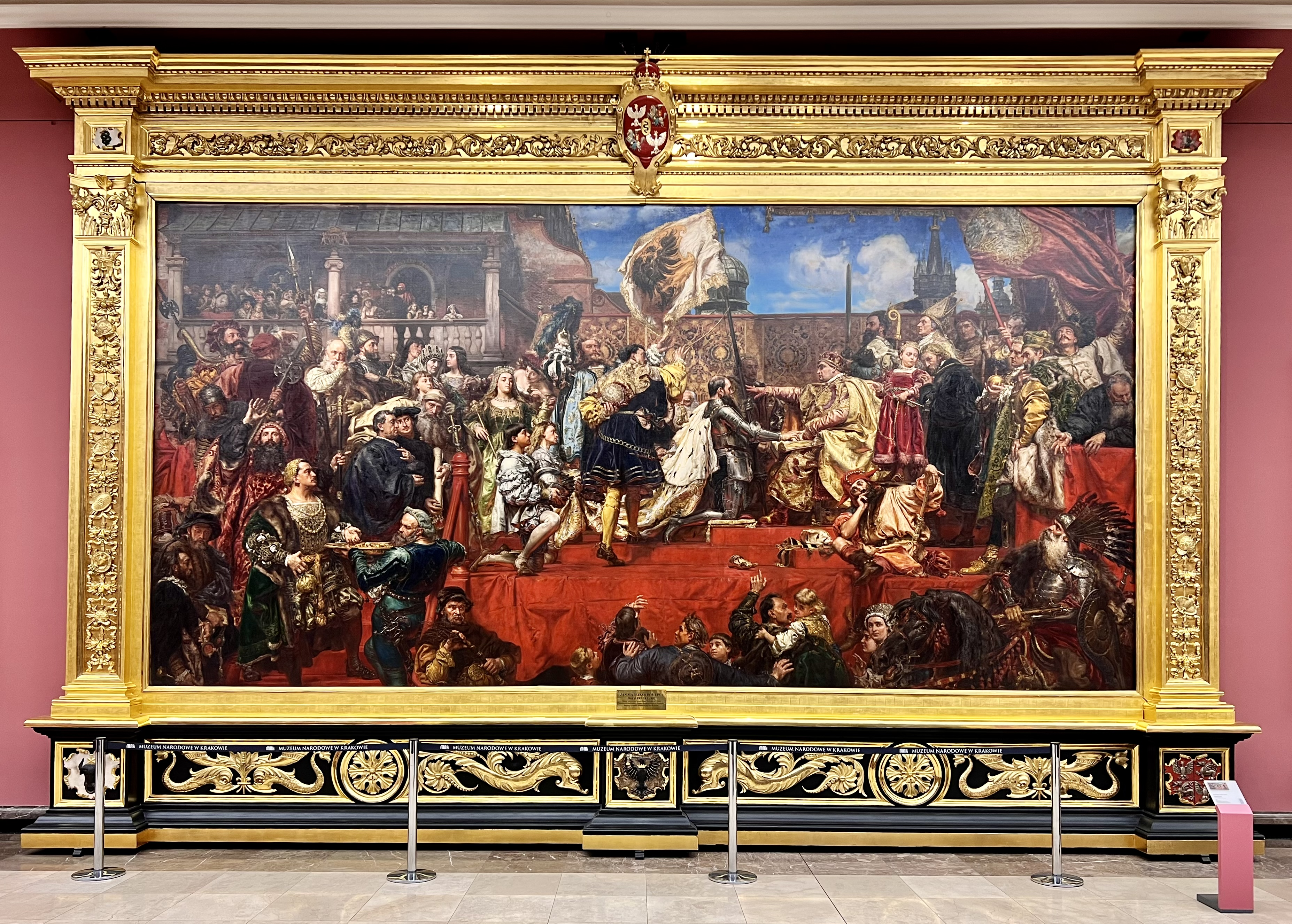
L'hommage prussien (1525)

Le traité de Cracovie est signé le 8 avril 1525 entre le royaume de Pologne et l'État monastique des chevaliers Teutoniques. Il met officiellement fin à la guerre polono-teutonique (1519-1521).
Le traité donne au grand maître Albert de Brandebourg une autonomie suffisante pour quitter l'ordre Teutonique et devenir le premier duc du nouveau duché de Prusse créé par la sécularisation de l'État monastique des chevaliers teutoniques. L'hommage prussien, rendu le 10 avril 1525 au roi de Pologne, scelle le traité.